# Przejście graniczne Milik-Legnawa
Przejście graniczne Milik-Legnava – polsko-słowackie przejście graniczne małego ruchu granicznego i na szlaku turystycznym, położone w województwie małopolskim, w powiecie nowosądeckim, w gminie Muszyna, w miejscowości Milik, zlikwidowane w 2007.

## Opis
Przejście graniczne turystyczne Milik-Legnava zostało utworzone 6 stycznia 2006 w rejonie znaku granicznego nr II/19–II/19/1. Czynne było przez w godz. 6.00-20.00. Dopuszczony był ruch pieszych, rowerzystów, narciarzy i osób korzystających z wózków inwalidzkich.
Przejście graniczne małego ruchu granicznego Milik-Legnava zostało utworzone 6 grudnia 1996. Dopuszczone było przekraczanie granicy dla obywateli Polski i Słowacji zamieszkałych w strefie nadgranicznej lub czasowo zameldowanych w tej strefie, dla osób prowadzących gospodarstwa w pasie małego ruchu granicznego i jedynie w pobliżu tych gospodarstw oraz mechanicznych i niemechanicznych środków transportowych do użytku osobistego pod warunkiem ponownego ich wwozu.
W obu przejściach granicznych odprawę graniczną i celną wykonywały organy Straży Granicznej. Doraźnie kontrolę graniczną i celną osób, towarów oraz środków transportu wykonywała kolejno: Strażnica SG w Muszynie, Graniczna Placówka Kontrolna SG w Muszynie, Placówka SG w Muszynie.
21 grudnia 2007 na mocy układu z Schengen przejścia graniczne zostały zlikwidowane.

Do przekraczania granicy państwowej z Republiką Słowacką na szlakach turystycznych uprawnieni byli obywatele następujących państw:

1. Księstwo Andory
2. Republika Austrii
3. Królestwo Belgii
4. Republika Czeska
5. Republika Grecji
6. Królestwo Danii
7. Republika Estonii
8. Republika Finlandii
9. Republika Francuska
10. Królestwo Hiszpanii
11. Królestwo Niderlandów
12. Państwo Izrael
13. Japonia
14. Republika Irlandii
15. Republika Islandii
16. Kanada
17. Księstwo Liechtensteinu
18. Wielkie Księstwo Luksemburga
19. Republika Litewska
20. Republika Łotewska
21. Księstwo Monako
22. Republika Federalna Niemiec
23. Królestwo Norwegii
24. Republika Portugalska
25. San Marino
26. Republika Słowenii
27. Stany Zjednoczone Ameryki Północnej
28. Konfederacja Szwajcarska
29. Królestwo Szwecji
30. Republika Węgierska
31. Zjednoczone Królestwo Wielkiej Brytanii i Irlandii Północnej
32. Watykan
33. Republika Włoska
34. Republika Cypryjska[2]
35. Republika Malty[2].

### Przejścia graniczne z Czechosłowacją
W okresie istnienia Czechosłowackiej Republiki Socjalistycznej funkcjonowało  w tym miejscu polsko-czechosłowackie, przejście graniczne małego ruchu granicznego Milik-Legnava – II kategorii. Zostało utworzone 13 kwietnia 1960. Czynne było po uzgodnieniu umawiających się stron. Dopuszczony był ruch osób i środków transportu w związku z użytkowaniem gruntów. Odprawę graniczną i celną wykonywały organy Wojsk Ochrony Pogranicza. Kontrolę graniczną i celną osób, towarów oraz środków transportu wykonywała Placówka WOP Muszyna. Formalnie przejście graniczne zostało zlikwidowane 24 maja 1985 roku.
W II RP istniało polsko-czechosłowackie przejście graniczne Milik-Legnava (miejsce przejściowe po drogach ulicznych). Określenie punktu przejściowego było według słupów granicznych, pozostawione odnośnym urzędom obu stron. Był to punkt przejściowy z prawem dokonywania odpraw mieszkańców pogranicza, bez towarów w czasie i na zasadach obowiązujących urzędy celne, ustawione przy drogach kołowych. Dopuszczony był mały ruch graniczny. Przekraczanie granicy odbywało się na podstawie przepustek: jednorazowych, stałych i gospodarczych.

## Galeria

Przejście graniczne Milik-Legnawa
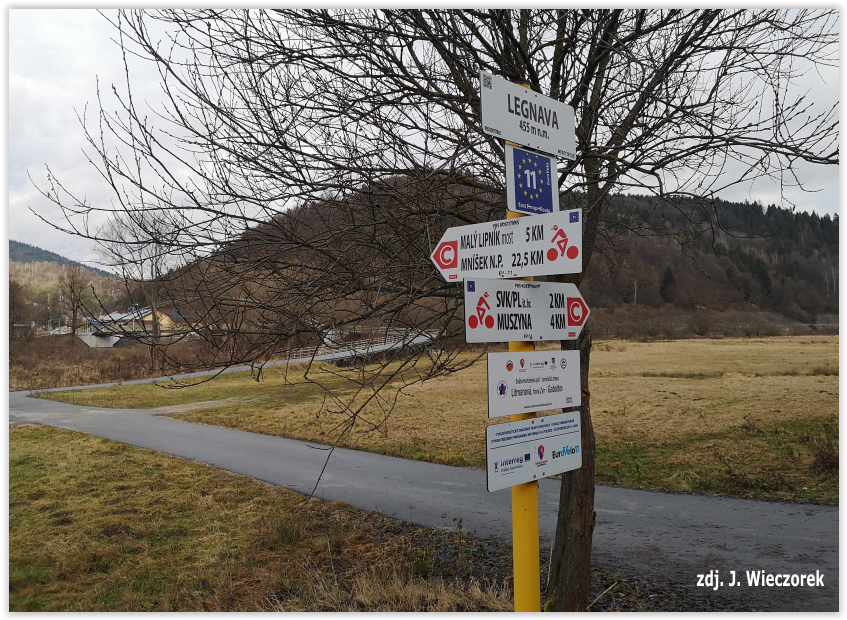
Legnava – tablica informacyjna (styczeń 2023)
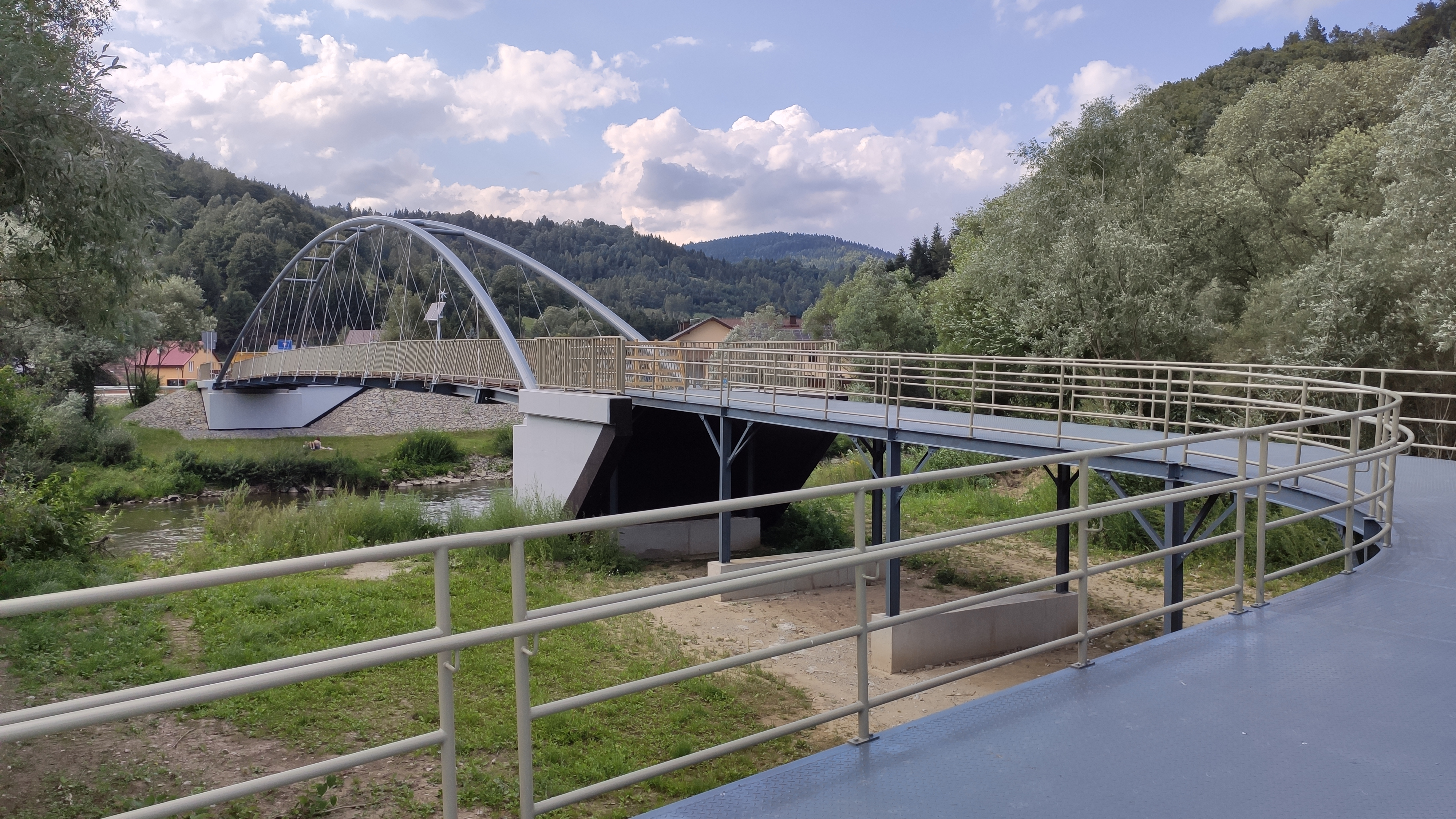
Most graniczny (sierpień 2020)